# Harvie Krumpet
Harvie Krumpet – australijski krotkometrażowy film animowany z 2003 roku w reżyserii i na podstawie scenariusza Adama Elliota. 

## Fabuła
Film jest biografią pewnego mężczyzny, naznaczonego piętnem ogromnego pecha. Mężczyzna urodził się z zespołem Tourette'a i wychował się w polskim lesie. Od dziecka los go nie oszczędzał i zsyłał na niego nieszczęśliwe zdarzenia. W wieku 20 lat traci rodziców, a wojska niemieckie zmuszają go do ucieczki do Australii, w której również nie doświadcza szczęścia.  

## Obsada
Źródło: Filmweb
- Geoffrey Rush - (narrator)
- John Flaus - Harvie (głos)
- Julie Forsyth - Mały Harvie / Lilliana / Chórzystka (głos)
- Kamahl - Pomnik Horacego (głos)

## Nagrody
Film otrzymał szereg nagród w tym:
| Nazwa nagrody | Wygrane                                                   | Nominacje    |
| ------------- | --------------------------------------------------------- | ------------ |
| Oscar         | 2004 Najlepszy krótkometrażowy film animowany Adam Elliot | 2004 wygrana |